# Hyencourt-le-Grand
Hyencourt-le-Grand là một xã ở tỉnh Somme, vùng Hauts-de-France, Pháp.

## Địa lý
Thị trấn này tọa lạc trên đường D164, khoảng 28 dặm Anh về phía đông nam của Amiens trong khu vực có tên Santerre.

## Dân số
| 1962                                                           | 1968 | 1975 | 1982 | 1990 | 1999 |
| -------------------------------------------------------------- | ---- | ---- | ---- | ---- | ---- |
| 87                                                             | 93   | 94   | 93   | 78   | 81   |
| Số liệu điều tra dân số từ năm 1962, dân số không tính hai lần |      |      |      |      |      |